# Samoa Amerykańskie na Letnich Igrzyskach Olimpijskich 2004
Samoa Amerykańskie na Letnich Igrzyskach Olimpijskich 2004, reprezentowane było przez 3 sportowców – 2 mężczyzn i 1 kobietę. Żadnemu ze sportowców nie udało się zdobyć medalu na tych igrzyskach, a tym samym reprezentacja Samoa Amerykańskiego była jedną ze 128 reprezentacji, które nie zdobyły na tych igrzyskach olimpijskich żadnego medalu.

## Występy reprezentantów Samoa Amerykańskiego

### Lekkoatletyka
Mężczyźni
- 100 m: Kelsey Nakanelua

Kobiety
- rzut młotem: Lisa Misipeka

### Podnoszenie ciężarów
Mężczyźni
- do 105 kg: Eleei Ilalio